# 4 avonturen van Robbedoes en Kwabbernoot
4 avonturen van Robbedoes en Kwabbernoot is het eerste album uit de stripreeks Robbedoes en Kwabbernoot. De vier verhalen uit dit album zijn geschreven en getekend door André Franquin. Het album werd voor het eerst uitgegeven in 1966 bij uitgeverij Dupuis. De Franse versie verscheen in 1950. Van de eerste uitgave verscheen in het Frans in 2011 een facsimile-uitgave. Hoewel het het eerste album in de reeks betreft, bevat het niet de eerste verhalen van Robbedoes en Kwabbernoot. Er verschenen in het weekblad Spirou eerder al verhalen die niet in albumvorm verschenen en er verschenen eveneens al twee albums (Robbedoes en Kwabbernoot en Robbedoes op avontuur) die niet in de nummering zijn opgenomen.

## Achtergrond
Het eerste verhaal, Robbedoes en de plannen van de robot (Les plans du robot), verscheen voor het eerst in Spirou in 1948, in de nummers 522 tot en met 540. Het is het vervolg op het verhaal Radar de robot. Dat verhaal verscheen niet in de gewone reeks, maar wel in een album buiten de gewone reeks (Radar de robot, 1976) en eerder in het album Robbedoes en Kwabbernoot (niet genummerd) uit 1948. In het verhaal is het uiterlijk van de grote slechterik gebaseerd op een vriend van Franquin.
Na deze passage vertrok Franquin samen met zijn mentor Jijé en zijn collega Morris naar de Verenigde Staten om er de plaatselijke tekenaars te gadeslaan en van hen bij te leren.
In de VS gaat zijn werk als tekenaar gewoon door. Het eerste verhaal dat hij er tekent, is Robbedoes, bokser (Spirou sur le ring). Dat verhaal verscheen in Spirou 541 tot en met 566, periode 1948-1949. Het verhaal brengt de Amis de Spirou (A.D.S.) - in het Nederlandstalig gebied was er eveneens "Vrienden van Robbedoes" - in beeld, de indertijd populaire club rond Robbedoes. Een van de hoofdpersonages in het verhaal is Mauriske, die qua uiterlijk en naam is geïnspireerd op Morris. Franquin kwam op het boksidee door een koerier die aan professioneel boksen deed, waarna Franquin zelf een boksles meemaakte. De uitgever was niet opgezet met Robbedoes die omgaat met gespuis en bokst. Franquin ontving een kwade brief waarin gevraagd werd Robbedoes voortaan in betere milieus te situeren. Franquin diende hierop zijn ontslag in, maar het geschil werd snel bijgelegd.
Rond Kerstmis 1948 verhuist de bende rond Jijé naar Mexico, waar Franquin op zijn hotelkamer aan het verhaal Robbedoes te paard (Spirou fait du cheval) begint. Dat verhaal verscheen in 1949 in Spirou, in de nummers 567 tot en met 574. Franquin bewonderde de door Morris getekende paarden en wou iets gelijkaardigs doen.
In juni 1949 trekt Franquin terug naar België. Hij werkt er het verhaal Robbedoes bij de pygmeeën (Spirou chez les pygmées) af. De scènes die zich in eigen land afspelen, tekende hij in Mexico, de scènes in Afrika tekende hij thuis. Het verhaal verscheen in de nummer 589 tot en met 616 van Spirou, uit 1949 en 1950. Hij waagt zich er onder meer aan - toentertijd ongebruikelijke - panoramische scènes die een hele strook innemen. Voor de kledij en accessoires van de pygmeeën documenteerde Franquin zich degelijk. Behalve dan voor de wapens, die vrij ongevaarlijk zijn. In het verhaal zat oorspronkelijk ook een kerstscène voor Kerstmis 1949, een traditie van de uitgever. De scène werd voor de albumpublicatie geschrapt, maar werd later wel opgenomen in andere publicaties, zoals integrale reeksen.
Tussen Robbedoes te paard en Robbedoes bij de pygmeeën tekende Jijé nog een verhaal voor de reeks: De wereld op zijn kop. Dat verhaal werd later opgenomen in album De zwarte hoeden.

## Verhalen

### Robbedoes en de plannen van de robot
Een krant bericht over de robot uit Radar de robot. Robbedoes vreest dat er nu iemand met kwade bedoelingen de plannen voor de robot zal proberen te bemachtigen. Hij trekt met Kwabbernoot naar het huis van de geleerde, waar zijn vrees terecht bleek: twee dieven hebben er net de plannen gevonden. Robbedoes neemt hen die af. Hij verbrandt de plannen, maar de bandieten geven niet op: ze ontvoeren de geleerde. Robbedoes had dat wederom vermoed en is net op tijd om de achtervolging in te zetten. Hij kan de geleerde bevrijden en vlucht met een auto. Hij botst echter waardoor de geleerde zijn verstand voorgoed verliest. De plannen van de robot zijn zo definitief verloren.

### Robbedoes, bokser
Een zekere Pinnekeshaar daagt Robbedoes uit voor een boksduel. De kinderen uit de buurt leven er helemaal in op. Pinnekeshaar is echter geen eerlijke tegenstander. Tijdens de boksmatch schiet Pinnekeshaars vriend Oscar met een speelgoedkatapultje op Robbedoes. Robbedoes laat zich echter niet doen en verslaat Pinnekeshaar alsnog. Oscar probeert nog de kas met het geld van de toegangskaartjes te stelen, maar Robbedoes' kleine vriendjes beletten hem dat. Pinnekeshaar wordt uitgejouwd door alle kinderen als ze vernemen dat hij vals speelde. Hij weigert zijn deel van de winst, maar Robbedoes stelt voor om het bedrag in een gymnastiekzaal te stoppen. Pinnekeshaar gaat akkoord.

### Robbedoes te paard
Robbedoes en Kwabbernoot gaan paardrijden. Robbedoes krijgt in de manege een erg speels en onhandelbaar paard. Na het zien van een kikker doet het paard dat dier na. Om te verhinderen dat het paard wegspringt, wordt het stevig opgesloten.

### Robbedoes bij de pygmeeën
Robbedoes krijgt ongewild gezelschap van een panter. Die is het eigendom van een blanke koloniale koning van een Afrikaanse eilandenstam. Het eiland herbergt nog een tweede stam, die donkerder is dan de eerste stam. Hun leider is een gemene blanke die de stam mishandelt. Hij verlangt van de stam dat die de andere stam uitmoordt, zodat hij de baas van heel het eiland wordt. De beide stammen leven in oorlog met elkaar. Bij het terugbrengen van de panter, stelt de koning Robbedoes en Kwabbernoot voor om hem te helpen om de stammen te verzoenen. Ze redden er een kleine jongen van de donkere stam uit de handen van een aap. Ze wassen de jongen, waarop zijn donkere kleur verdwijnt. De "zwarten" zijn in feite ongewassen "bruinen". Daarop worden alle zwarten gevangen en gewassen, waarna de voormalige zwarten zich bij de bruinen aansluiten. De gemene blanke leider is plots heel wat van zijn manschappen kwijt en wordt uiteindelijk door Robbedoes en Kwabbernoot in de gevangenis gestoken.